# Drużynowe Mistrzostwa Świata Par Strongman 2006
Drużynowe Mistrzostwa Świata Par Strongman 2006 – doroczne, drużynowe zawody siłaczy, rozgrywane w zespołach złożonych z dwóch zawodników, reprezentujących ten sam kraj.
Data: 22 lipca 2006 r.

Miejsce: Sárvár  Węgry

WYNIKI ZAWODÓW:
| Miejsce | Zawodnicy                             | Kraj              | Punkty |
| ------- | ------------------------------------- | ----------------- | ------ |
| 1.      | Edwin Hakvoort, Jarno Hams            | Holandia          | 42     |
| 2.      | László Fekete, László Fekete Ifj.     | Węgry             | 41     |
| 3.      | Tomi Lotta, Juha-Matti Räsänen        | Finlandia         | 37,5   |
| 4.      | Eddy Ellwood, Oli Thompson            | Wielka Brytania   | 30,5   |
| 5.      | Boris Miloševič, Denis Udovič         | Słowenia          | 27,5   |
| 6.      | Hennie Jordaan, Etienne Smit          | Południowa Afryka | 24,5   |
| 7.      | Wolfgang Kriechbaum, Stefan Weiermann | Austria           | 24     |
| 8.      | Fleming Jensen, Rene Minkvitz         | Dania             | 21,5   |
| 9.      | Piotr Wierzchanowski, Yannick Olivier | Francja           | 16,5   |
| 10.     | Miroslav Krajewski, Carlos Bueno      | Hiszpania         | 10,5   |